# Ausstellung japanische Malerei 1931

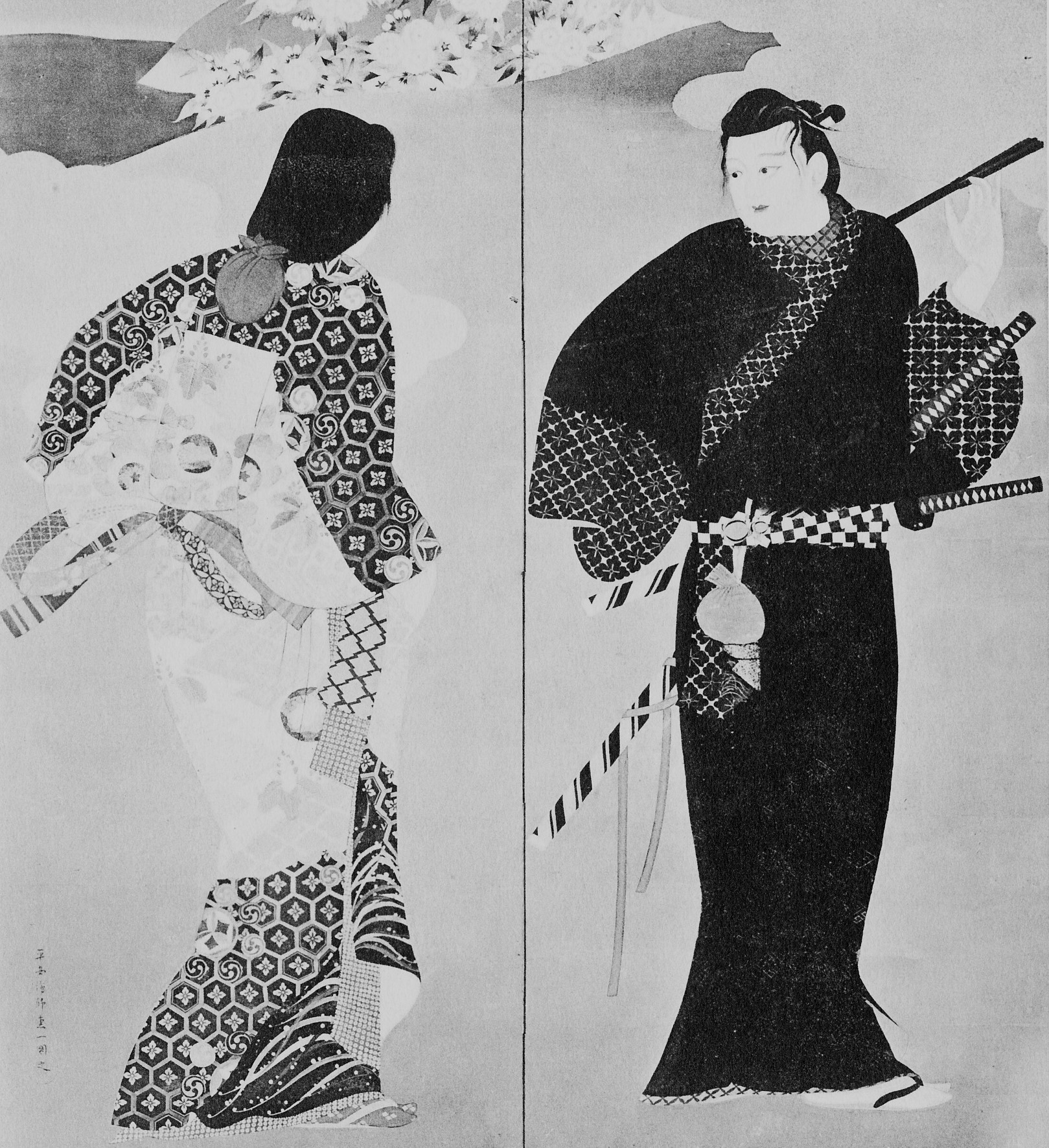
Fukuda Keiichi: Paar der Edo-Zeit

Die Ausstellung von Werken lebender japanischer Maler fand vom 17. Januar 1931 bis 28. Februar 1931 in der Preußischen Akademie der Künste, Berlin statt.

## Vorgeschichte
Der vormalige deutsche Botschafter in Japan, Wilhelm Solf, organisierte zusammen mit dem Direktor der Ostasiatischen Abteilung der Staatlichen Museen zu Berlin, Otto Kümmel, eine Ausstellung moderner japanischer Malerei in Berlin, die dann Anfang 1931 stattfand. Die vorbereitenden Ausschüsse mit insgesamt mehr als 100 Personen gliederten sich wie folgt:
- Der Japanische Arbeitsausschuss wurde geleitet von Fukuhara Ryōjirō[A 1] und umfasste drei Vertreter des japanischen Außenministeriums, sieben Vertreter des Kultusministeriums, darunter Kume Keiichiro, zwei Mitglieder der Deutschen Botschaft in Tokyo, fünf Personen vom Japanisch-Deutschen Kulturinstitut, darunter der Geschäftsführer Wilhelm Gundert, 11 Maler als Mitglieder der Kaiserlichen Akademie der Künste, und vier Mitglieder des Nihon Bijutsuin.
- Der Deutsche Arbeitsausschuss wurde geleitet von Solf. Er umfasste 12 Mitglieder, darunter die Kunstsachverständigen A. Amersdorffer, W. Cohen, L. Reidemeister, H. v. Klemperer, Curt Glaser, Kümmel.
- Der Japanische Ehrenausschuss umfasste sieben Personen, darunter Außenminister Shidehara Kijūrō und Kultusminister Tanaka Ryūzō.
- Der Deutsche Ehrenausschuss umfasste etwa 50 Personen, darunter
  - aus dem politischen Bereich die Reichsminister des Auswärtigen und des Inneren, preußische Minister, Botschafter;
  - aus dem Wirtschaftsbereich der die japanische Kultur schätzende Carl Duisberg, Gustav Krupp von Bohlen und Halbach, Franz von Mendelsohn, Präsident der Berliner Handelskammer;
  - aus dem akademischen Bereich Karl Florenz;
  - Künstler Max Liebermann, damals noch Präsident der Preußischen Akademie der Künste, Emil Orlik.

Der Ausstellungskatalog umfasst 108 Seiten. Er enthält eine Einführung in die japanische Kunst, verfasst von Yashiro Yukio, sowie eine Liste der ausgestellten 143 Künstler mit kurzen Anmerkungen zur jeweiligen Person und eine Auswahl von 32 Bildern in Schwarzweiß-Wiedergabe.

### Bildauswahl

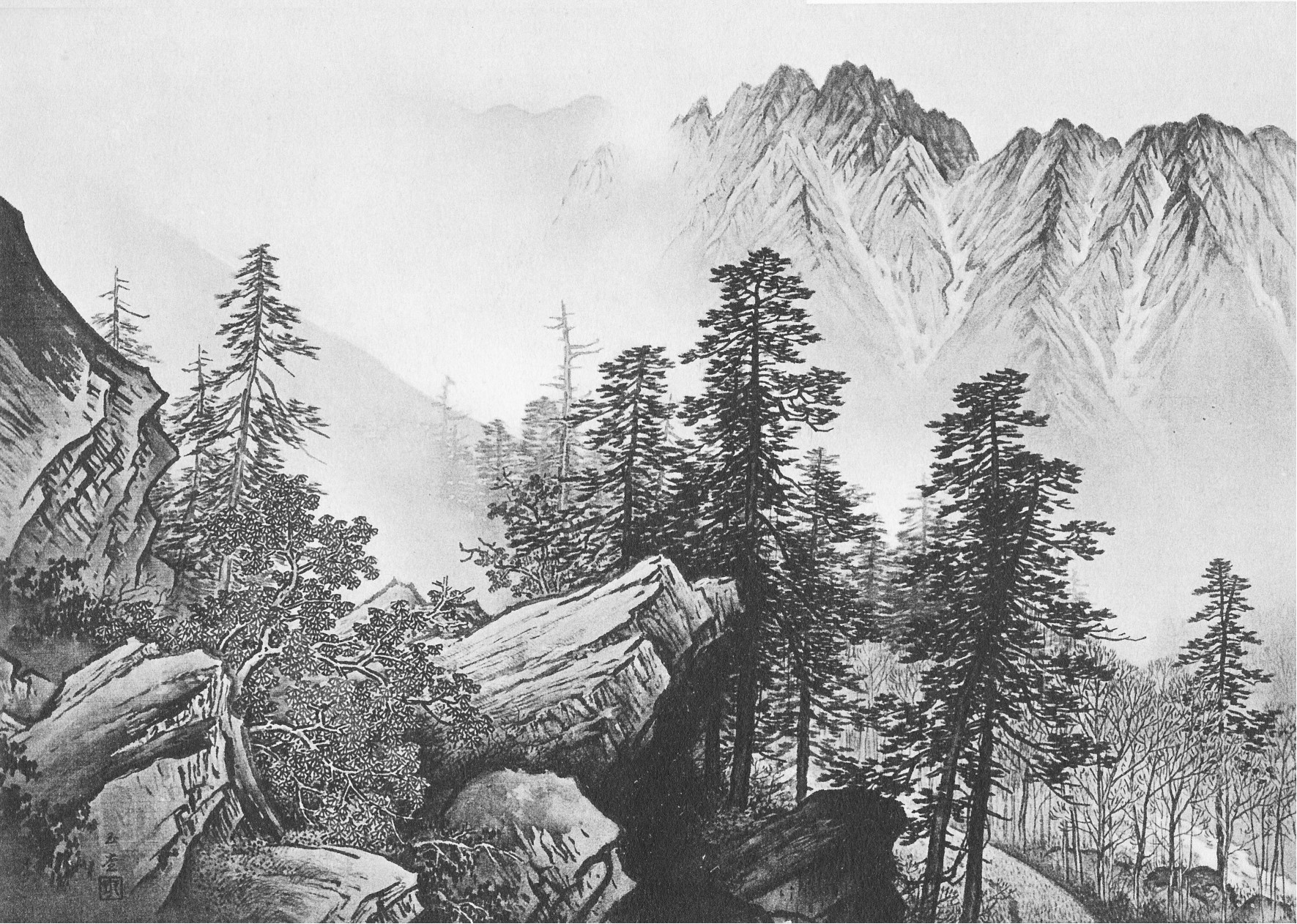
Kawai Gyokudō: Landschaft
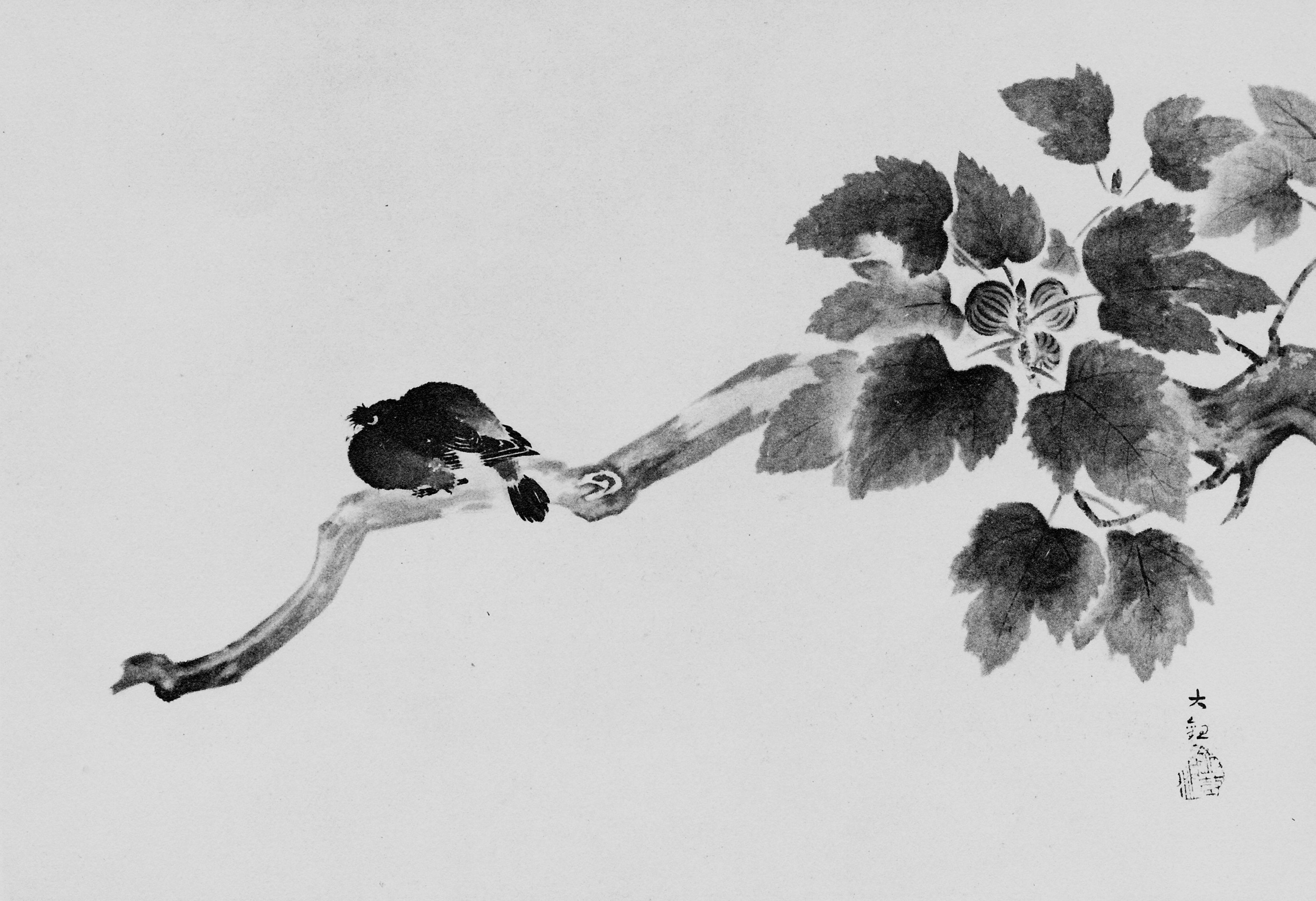
Yokoyama Taikan: Haha-Vogel
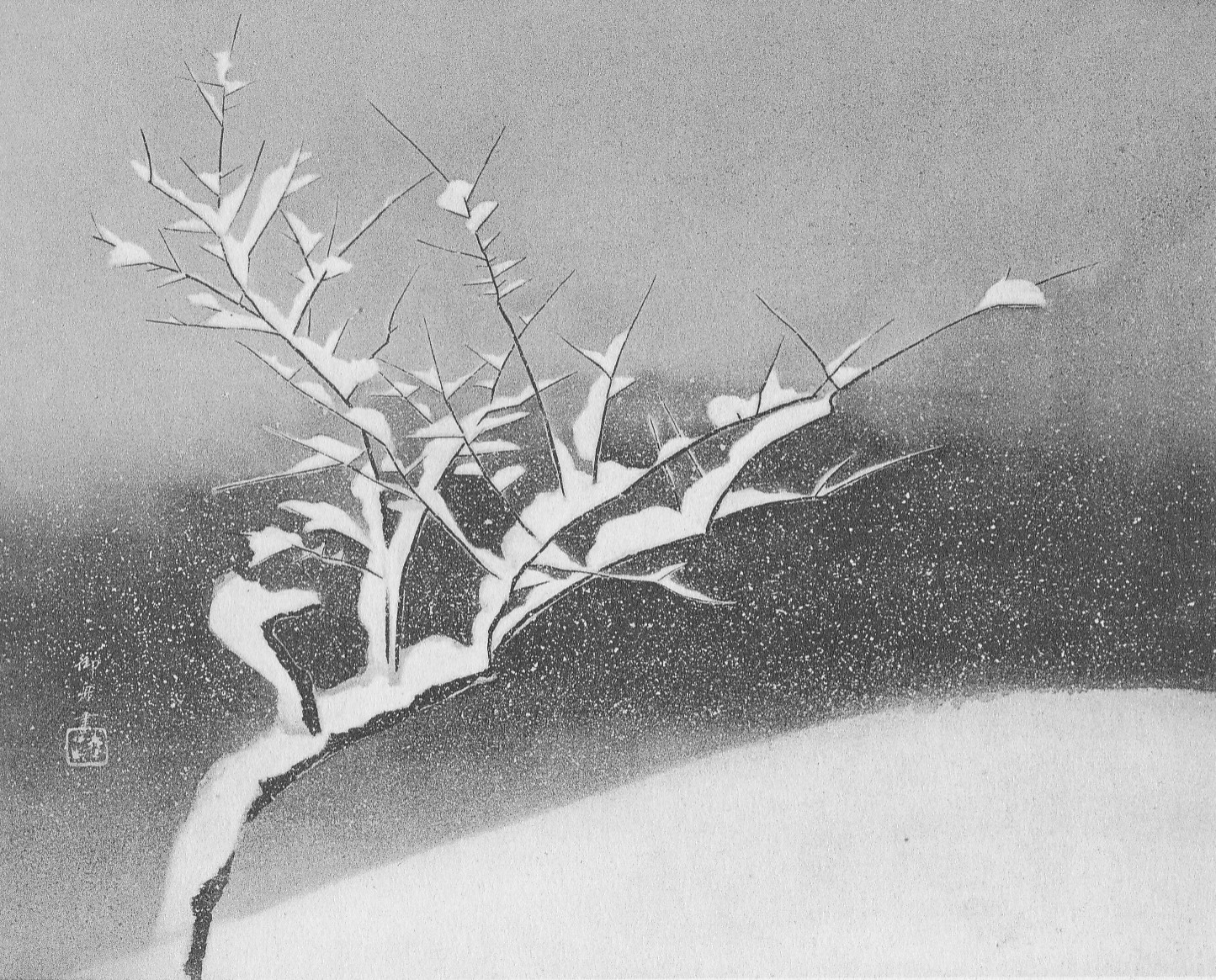
Hayami Gyoshū: Schnee[A 3]
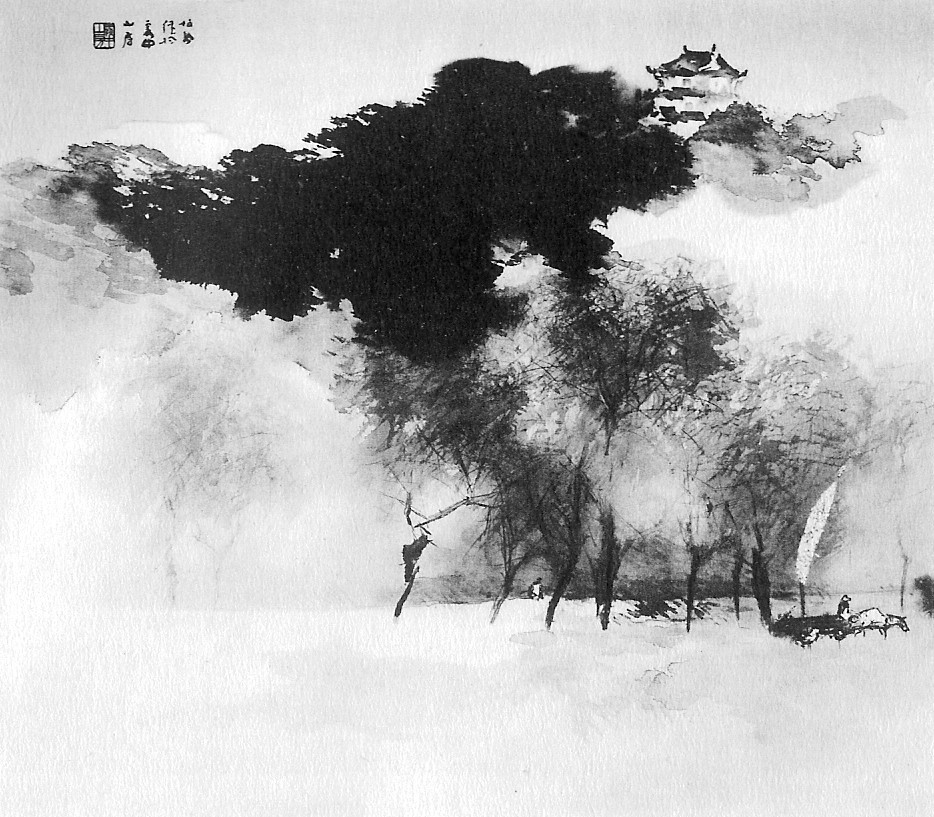
Takeuchi Seihō: Chiyodajō[A 4]
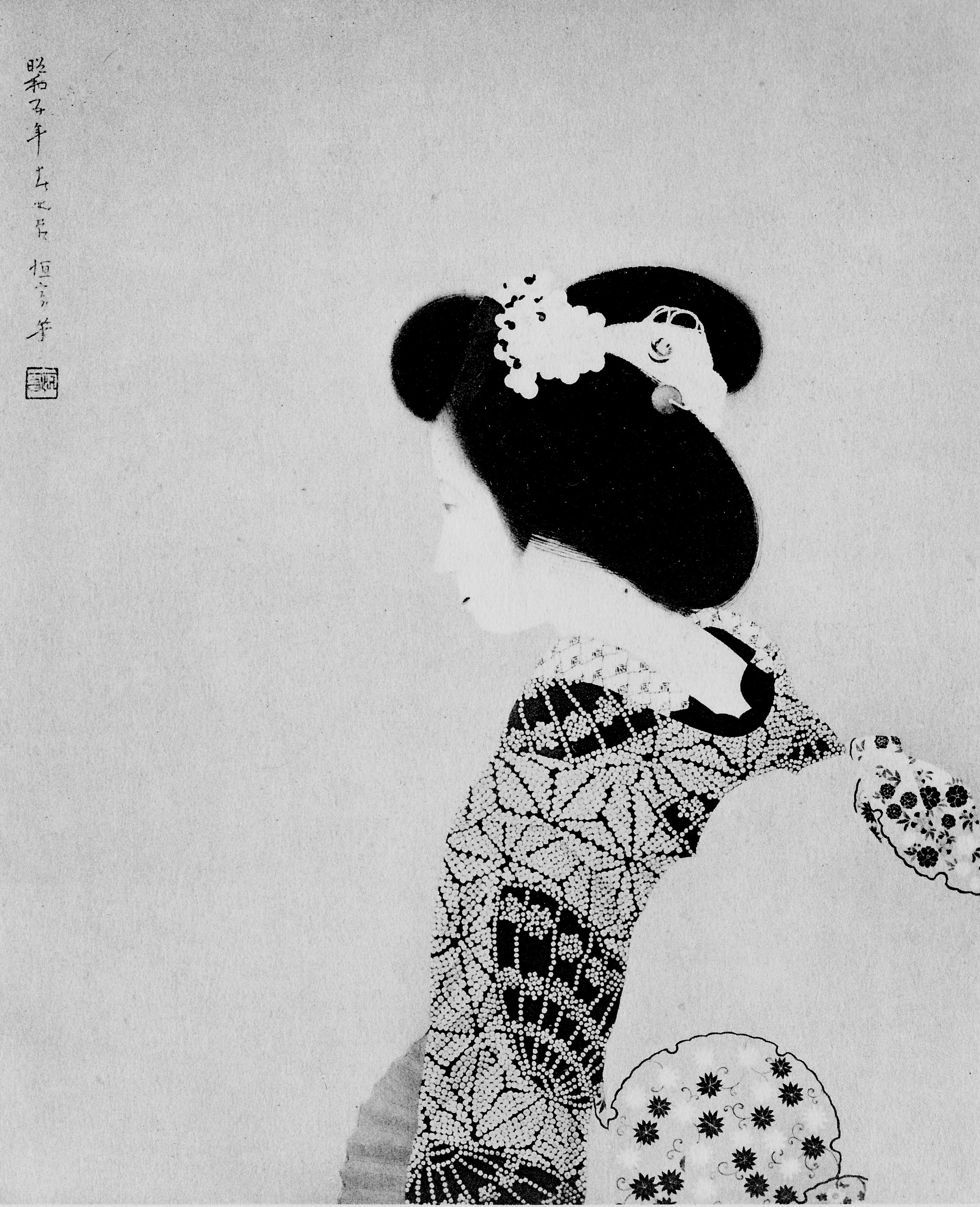
Kitano Tsunetomi: Mädchen
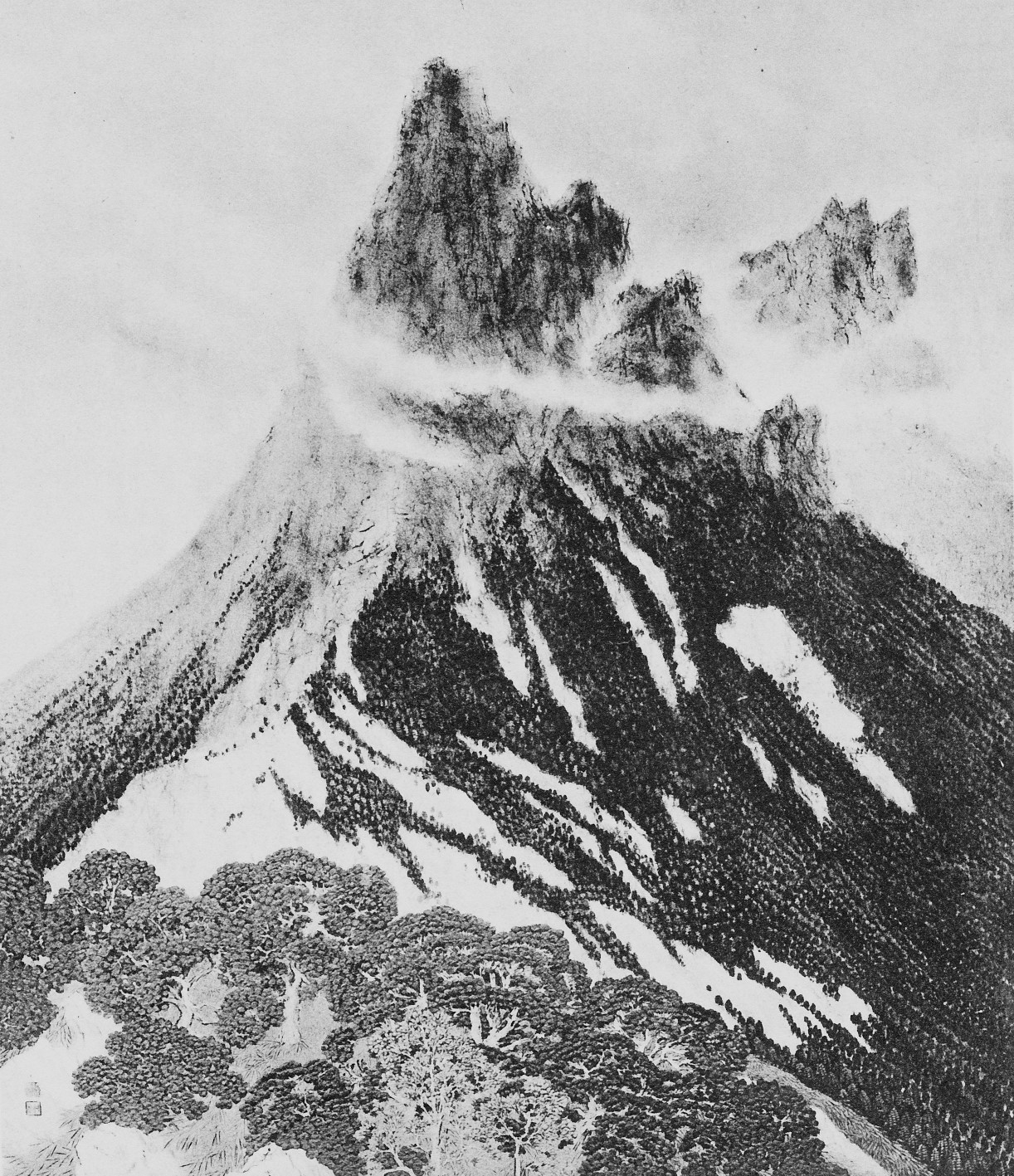
Yūki Somei: Berge[A 3]

## Die ausgestellten Künstler
Die Namen der Künstler sind im Katalog nur in romanisierter Form – mit gelegentlichen Ungenauigkeiten – wiedergegeben. Die Auffindung der japanischen Zeichen und Lebensdaten gelang nicht in jedem Fall.
- Akamatsu Unrei (赤松 雲嶺; 1892–1958)
- Araki Jippo (荒木 十畝; 1872–1944)
- Doi Sōju (1895–1950)
- Dōmoto Inshō (堂本 印象; 1891–1975)
- Fudeya Tōkan (筆谷 等観; 1875–1950), Schüler von Hashimoto Gahō
- Fukuda Heihachirō (福田 平八郎; 1892–1974)
- Fukuda Keiichi (福田 恵一; 1895–1956)
- Fukuda Suikō (福田 翠光; 1895–1973)
- Gōkura Senjin (郷倉 千靭; 1892–1975)
- Hashimoto Eihō (橋本 永邦) (1886–1944), Sohn von Hashimoto Gahō
- Hashimoto Kansetsu (橋本 関雪; 1883–1945)
- Hashimoto Kōei (橋本 虹影; 1892–1956)
- Hatakeyama Kinsei (畠山 錦成; 1897–1995)
- Hatta Takahiro (1882–)
- Hayami Gyoshū (速水 御舟; 1894–1935)
- Hida Shūzan (飛田 周山; 1877–1945)
- Higuchi Tomimaro (樋口 富麻呂; 1898–1981)
- Hirafuku Hyakusui (平福 百穂; 1877–1933)
- Hirai Baisen (平井 楳仙; 1889–1969)
- Hiromoto Susumu (広本 進; 1897–1991)
- Hiroshima Kōho (広島 晃甫; 1889–1951)
- Horii Kōha (堀井 香坡; 1897–1990) kyo
- Ichihara Jūichi (1896–)
- Ikeda Yōson (池田 遙邨; 1895–1988)
- Ikegami Shūho (池上 秀畝; 1874–1944)
- Ikuta Kachōjo (生田 花朝女; 1889–1978) Frl.
- Imao Keishun (1897–)
- Imoto Tekiho (井元 荻甫; 1909–????)
- Inaba Shunsei (稲葉 春生; 1890–1976)
- Ishizaki Kōyō (石崎 光瑤; 1884–1947)
- Isoda Chōshū (磯田 長秋; 1880–1947)
- Itakura Seikō (板倉 星光; 1895–1964)
- Itō Shinsui (伊東 深水; 1898–1972)
- Kaburagi Kiyokata (鏑木 清方; 1878–1973)
- Kamenaga Kanrairō (1890–)
- Kamiya Hisashi (1894–)
- Kanashima Keika (金島 桂華; 1892–1974)
- Katō Eishū (加藤 英舟; 1873–1939)
- Katsuda Tetsu (勝田 哲; 1896–1980)
- Katsuta Shōkin (勝田 蕉琴; 1879–1963)
- Kawai Gyokudō (川合 玉堂; 1873–1957)
- Kawakita Kahō (1875–1940)
- Kawasaki Shōko (川崎 小虎; 1886–1977)
- Kawate Seikyō (1902–)
- Kimura Shikō (木村 斯光; 1895–1976)
- Kitano Tsunetomi (北野 恒富; 1880–1947)
- Kobayakawa Shūsei (小早川 秋聲; 1885–1974)
- Kobayashi Kahaku (小林 柯白; 1896–1943)
- Kobayashi Kanji (小林 観爾; 1892–1976)
- Kodama Kibō (児玉 希望; 1898–1971)
- Komuro Suiun (小室 翠雲; 1876–1945)
- Konoshima Ōkoku (木島 桜谷; 1877–1938)
- Koyama Eitatsu (小山 栄達; 1880–1945)
- Koyama Taigetsu (小山 大月; 1891–1946)
- Kuroda Kokyō (1895–)
- Machida Kyokukō (町田 曲江; 1879–1967)
- Matsumoto Ichiyō (梥本 一洋; 1893–1952)
- Matsumoto Shisui (松本 姿水; 1887–1972)
- Matsuyama Masaharu (1911–)
- Minakami Taisei (水上 泰生; 1877–1951)
- Miyake Hakurei (1893–)
- Miyake Kōhaku (三宅 凰白; 1893–1957)
- Mizuta Chikuho (水田 竹圃; 1883–1958)
- Mizuta Kenzan (水田 硯山; 1903–1988)
- Mochizuki Shunkō (望月 春江; 1893–1979)
- Mori Getsujō (森 月城; 1887–1961)
- Mori Shumei (森 守明; 1892–1951)
- Morii Yoshie (1882–) Frl
- Morimura Gitō (1871–)
- Moritani Nanjinshi (森谷 南人子; 1889–1981)
- Morito Kuniji (1905–)
- Nagata Shunsui (永田 春水; 1889–1970)
- Nakamura Teii (中村 貞以; 1900–1982)
- Nishimura Goun (西村 五雲; 1877–1938)
- Nishimura Seiki (1883–)
- Nishiyama Suishō (西山 翠嶂; 1879–1958)
- Nishizawa Tekiho (西沢 笛畝; 1889–1965)
- Noda Kyūho (野田 九浦; 1879–1971)
- Nozawa Ryoshu (1890–1964)
- Odake Chikuha (尾竹 竹坡; 1878–1936)
- Ogawa Suison (翠村 小川; 1902–1964)
- Ogyū Tensen (萩生 天泉; 1882–1945)
- Okumura Togyū (奥村 土牛; 1889–1990)
- Okumura Kōichi (奥邨 厚一; 1904–1974)
- Okumura Kōki (1895–)
- Omoda Seiju (小茂田 青樹; 1891ー1933)
- Ōmura Koyō (大村 廣陽; 1891–1983)
- Omura Taiun (小村 大雲; 1883–1938)
- Ono Chikkyō (小野 竹喬; 1889–1979)
- Sakai Sanryō (酒井 三良; 1897–1969)
- Sakakibara Taizan (榊原 苔山; 1892–1963)
- Sakurai Kōichi (1906–)
- Sano Gofū (1886–)
- Sano Kōsui (1896–)
- Satō Kōka (佐藤 光華; 1897–1944)
- Shii Hoshino (1902–)
- Shimada Bokusen (島田 墨仙; 1867–1943)
- Shindō Reimei (真道 黎明; 1867–1978)
- Suga Tatehiko (菅 楯彦; 1878–1963)
- Takagi Yasunosuke (高木 保之助; 1891–1941)
- Takatori Wakanari (高取 稚成; 1867–1935)
- Takayama Sanro (1903–)
- Takehara Chōfū (竹原 嘲風; 1897–1947)
- Takeuchi Seihō (竹内 栖鳳; 1864–1942)
- Tamaki Suekazu (玉城 末一; 1897–1943)
- Tamura Saiten (田村 彩天; 1889–1933)
- Tanaka Tossai (1893–)
- Tokuda Rinsai (徳田 隣斎; 1880–1945)
- Tokuoka Shinsen (徳岡 神泉; 1896–1972)
- Tominaga Kokui (1899–)
- Tomita Keisen (富田 渓仙; 1879–1936)
- Tomitori Fūdō (富取 風堂; 1892–1983)
- Tonouchi Mishō (登内 微笑; 1891–1964)
- Tsuji Usao (1903–)
- Tsuneoka Bunki (常岡 文亀; 1898–1979)
- Uchiyama Konosuke (1905–)
- Uda Tekison (宇田 萩邨; 1896–1980)
- Uemura Shōen (上村 松園; 1875–1949)
- Uemura Shōkō (上村 松篁; 1902–2001)
- Umezaki Shujaku (楳崎 洙雀; 1896–1969)
- Yamada Keichū (山田 敬中; 1868–1934)
- Yamada Kōun (山田 耕雲; 1878–1956)
- Yamaguchi Hōshun (山口 蓬春; 1893–1971)
- Yamaguchi Kayō (山口 華楊; 1899–1984)
- Yamakawa Shūhō (山川 秀峰; 1898–1944)
- Yamamoto Densaburō (1895–)
- Yamamoto Shunkyo (山元 春挙; 1872–1933)
- Yamamoto Shuntei (1889–)
- Yamamura Kōka (山村 耕花; 1886–1942)
- Yamanouchi Tamon (山内 多門; 1878–1932)
- Yamashita Chikusai (山下 竹斎; 1885–1973)
- Yano Kyōson (矢野 橋村; 1890–1965)
- Yano Tetsuzan (矢野 鉄山; 1897–1963)
- Yasuda Hampo (安田 半圃; 1889–1947)
- Yazawa Gengetsu (矢沢 弦月; 1886–1952)
- Yokoo Suiden (横尾 翠田; 1898–1979)
- Yokoyama Taikan (横山 大観; 1868–1958)
- Yoshida Shūkō (吉田 秋光; 1887–1946)
- Yoshimura Tadao (吉村 忠夫; 1898–1965)
- Yūki Somei (結城 素明; 1875–1957)
- Yukimatsu Shumpo (幸松 春浦; 1897–1962)